# Доброполе
Доброполе (укр. Доброполе) — село в Бучачской городской общине Чортковского района Тернопольской области Украини.
До 2020 года входило в Бучачский район.
Код КОАТУУ — 6121281601. Население по переписи 2001 года составляло 617 человек.

## Географическое положение
Село Доброполе находится в 3-х км от левого берега реки Стрыпа,
на расстоянии в 3 км от села Киданов.
Около села Доброполе находится исток реки Ольховец.
Рядом проходит автомобильная дорога Н-18.

## История
- 1785 год — первое упоминание о селе.

## Экономика
- «Доброполе», ЧП.

## Объекты социальной сферы
- Школа I—II ст.
- Дом культуры.
- Фельдшерско-акушерский пункт.